# Équipe cycliste EF Education-EasyPost
L'équipe cycliste EF Education-EasyPost est une équipe américaine de cyclisme professionnel sur route. Créée en 2005 sous le nom de TIAA-CREF, c'est une équipe ProTour depuis 2009. Elle est dirigée par l'ancien coureur américain Jonathan Vaughters.
Depuis sa création, ses coureurs se sont illustrés sur les courses par étapes en remportant notamment le Tour d'Italie 2012 (Ryder Hesjedal), le Tour de Catalogne 2013 (Dan Martin) et le Critérium du Dauphiné 2014 (Andrew Talansky). Sur les classiques, ils ont gagné quatre des cinq « Monuments » du cyclisme, avec les succès sur Paris-Roubaix 2011 (Johan Vansummeren), Liège-Bastogne-Liège 2013 (Dan Martin), le Tour de Lombardie 2014 (Dan Martin) et le Tour des Flandres 2019 (Alberto Bettiol).
La formation World Tour possède également une équipe réserve nommée EF Education-Aevolo et coopérait avec l'équipe World Tour féminine EF Education-Tibco-SVB en 2022 et 2023.

## Histoire de l'équipe

### 2003-2004: création de l'équipe espoirs et juniors

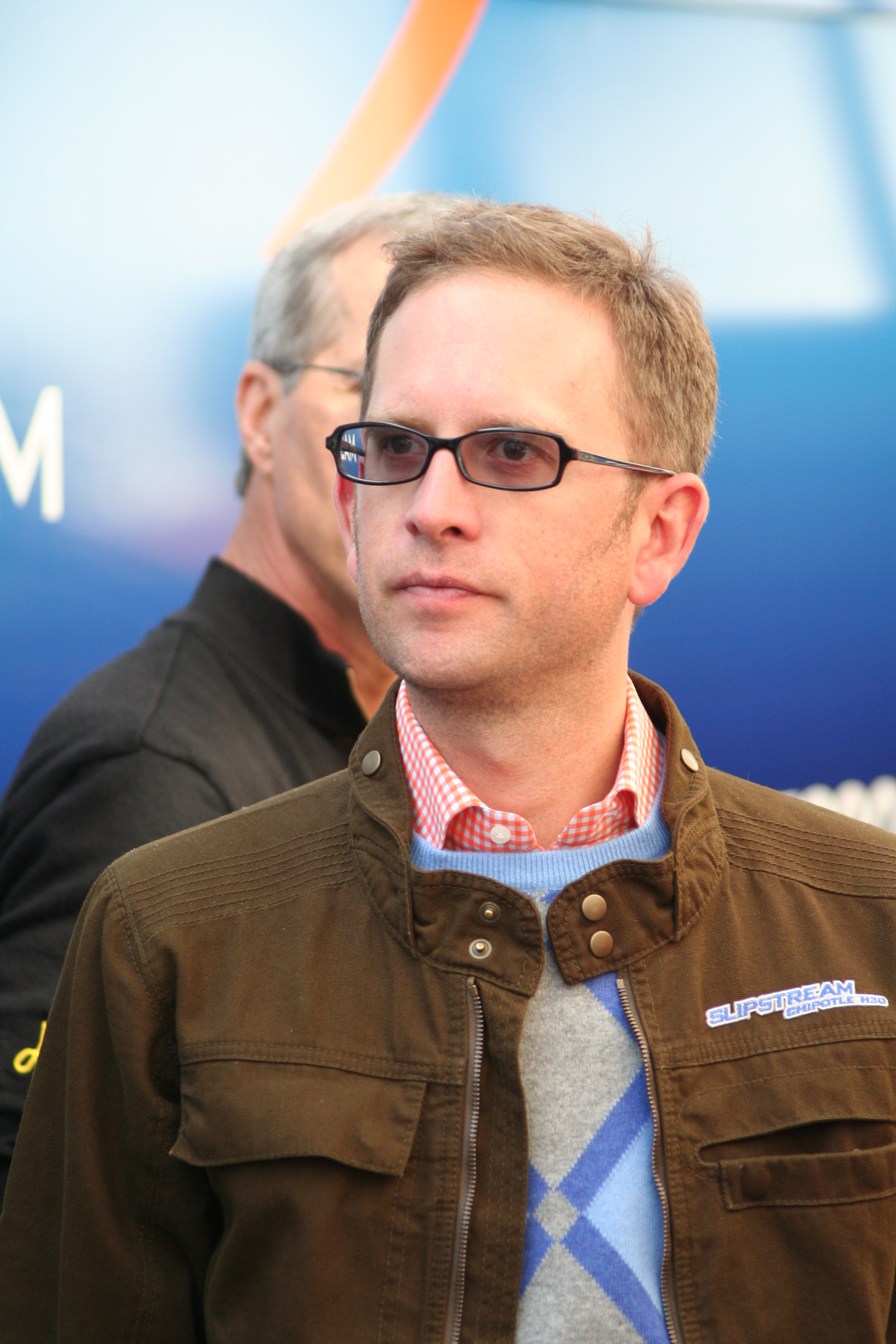
Jonathan Vaughters, en 2008

Alors qu'il effectue sa dernière année en tant que coureur professionnel au sein de l'équipe Prime Alliance, Jonathan Vaughters lance en 2003 l'équipe juniors et espoirs 5280/Subaru. Elle est basée dans le Colorado et est portée par la même structure que l'équipe Prime Alliance. Six coureurs sélectionnés par Vaughters et le directeur de Prime Alliance Roy Knickman la composent, dont Blake Caldwell, alors âgé de 19 ans, et Peter Stetina, 16 ans. Deux coureurs supplémentaires les rejoignent, de sorte que l'effectif comprend 5 espoirs et 3 juniors. Ils sont dirigés et entraînés par Colby Pearce, qui court avec eux, et bénéficient des conseils d'Andrew Hampsten. L'équipe termine la saison 2003 avec plus de vingt victoires,,.
En 2004, elle change de nom et s'appelle 5280/TIAA-CREF Development Cycling Team. Son effectif double, avec entre autres recrues Craig Lewis, Timothy Duggan, Zak Grabowski. Ben Turner assiste Pearce. Vaughters, qui a mis fin à sa carrière de coureur, prend la direction effective de l'équipe. L'année est marquée par la grave chute de Craig Lewis au Tour de Géorgie et par le titre de champion des États-Unis des moins de 23 ans acquis par Ian MacGregor, l'une des nouvelles recrues, à l'issue d'une course dominée par l'équipe. Duggan est troisième et Caldwell, qui court ce jour-là au sein de la sélection nationale, deuxième,.

### 2005-2006: TIAA-CREF
En 2005, l'équipe TIAA-CREF devient une équipe continentale. Elle est alors composée de 18 jeunes coureurs américains, dont la majorité est issue du 5280/TIAA-CREF Development Cycling Team. Parmi eux, McGregor est désigné leader de l'équipe, avec William Frishkorn, une des recrues. TIAA-CREF participe à certaines compétitions européennes, dont le Tour de l'Avenir.
L'équipe s'agrandit et double son budget en 2006, avec l'arrivée du sponsor Chipotle et de Doug Ellis, qui devient propriétaire de l'équipe via la société de management sportif Slipstream Sports. L'effectif passe à 21 coureurs, avec entre autres arrivées celles de Michael Creed, issu de l'équipe Discovery Channel, et de Danny Pate, Champion du monde contre-la-montre des moins de 23 ans en 2001. Johnny Weltz, ancien membre de l'encadrement des équipes Motorola, US Postal et CSC, dirige l'équipe sur les courses européennes. Le calendrier européen de l'équipe s'étoffe et comprend une centaine de jours de courses, majoritairement en France. Une partie de l'équipe s'installe à Gérone, en Espagne. Bradley Huff apporte la première victoire sur une course européenne en gagnant la première étape du Tour de Normandie en mars.

### 2007-2008: Slipstream-Chipotle au niveau d'équipe continentale professionnelle
Jonathan Vaughters fait franchir un nouveau palier à son équipe en 2007, en la faisant accéder au statut supérieur d'équipe continentale professionnelle. Elle change par ailleurs de nom, pour s'appeler Team Slipstream powered by Chipotle : « Slipstream Sports » est le nom de la structure de management sportif propriétaire de l'équipe depuis 2006 ; « Chipotle » est une chaîne de restauration américaine lui apportant son soutien financier. De nouvelles arrivées accroissent à nouveau l'effectif, parmi lesquelles celles de deux coureurs issus d'équipe du ProTour, Jonathan Patrick McCarty (Phonak) et le Français Kilian Patour (Crédit agricole). Slipstream participe à deux épreuves du ProTour : le Tour de Catalogne et le Grand Prix de Plouay. Le meilleur résultat obtenu sur ces courses est la 28e place de Thomas Peterson en Catalogne.

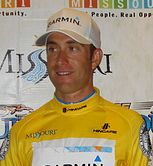
Christian Vande Velde, surprise du Tour de France 2008

Avec l'ambition de participer aux grands tours, et notamment au Tour de France, l'équipe recrute des coureurs de renom pour la saison 2008, tandis que onze coureurs ne voient pas leur contrat renouvelé. Intègrent ainsi l'équipe dix coureurs ayant évolué dans le ProTour, parmi lesquels deux anciens vainqueurs du prologue du Tour de France, David Millar et David Zabriskie, le Suédois Magnus Bäckstedt, vainqueur de Paris-Roubaix, les Américains Christian Vande Velde, Tom Danielson et Tyler Farrar, et l'Australien Christopher Sutton. L'espoir néerlandais Martijn Maaskant vient également compléter l'effectif. L'équipe est pour la première fois invitée à deux grands tours, le Tour d'Italie et le Tour de France, et aux principales classiques de la saison. Au mois d'avril, Maaskant est la révélation du Paris-Roubaix, dont il prend la quatrième place. Le mois suivant, les neuf coureurs participant au Tour d'Italie remportent la première étape disputée en contre-la-montre par équipes à Palerme. Ce succès, le principal de l'équipe depuis sa création, permet à Vande Velde de revêtir le maillot rose. Limité à un rôle de coéquipier depuis le début de sa carrière, il crée la surprise à 32 ans en se classant quatrième du Tour de France. L'équipe Slipstream, devenue Garmin-Chipotle durant ce Tour, remporte en fin de saison le classement par équipes de l'UCI America Tour.

### 2009-2014: Garmin

#### 2009-2010: entrée dans le ProTour et succès de Farrar

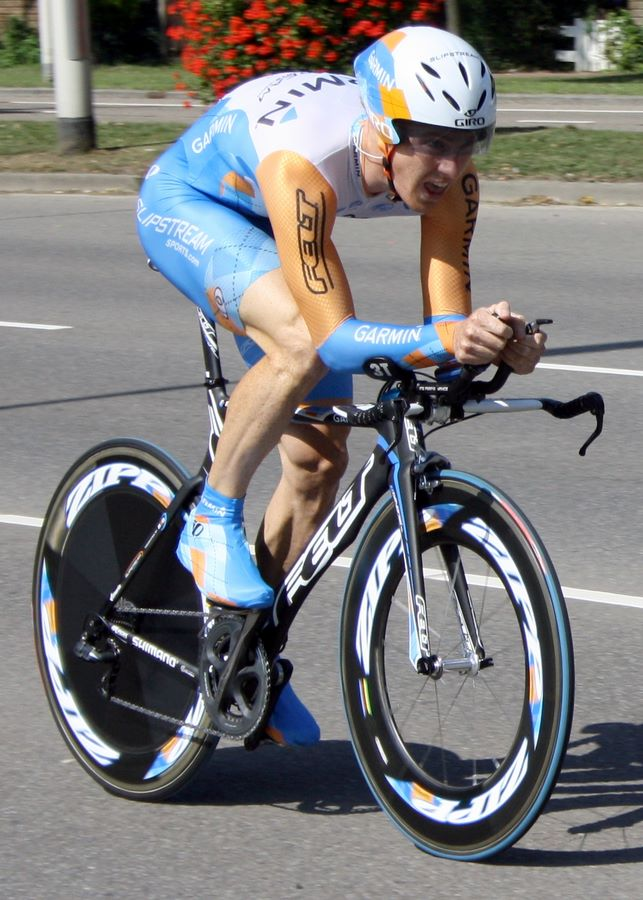
Tyler Farrar durant l'Eneco Tour 2009

Pour la saison 2009, Slipstream Sports reçoit une licence ProTour de quatre ans par l'UCI. Garmin-Slipstream doit donc participer à tous les événements du circuit mondial de 2009 à 2012. L'équipe est renforcée avec l'arrivée du Britannique Bradley Wiggins, double champion olympique sur piste, déterminé à se concentrer sur la route, et notamment sur les chronos des Grands Tours. La saison voit particulièrement se mettre en valeur sur le sprinteur Tyler Farrar, vainqueur de onze courses, dont la Vattenfall Cyclassics à Hambourg et une étape du Tour d'Espagne. Ryder Hesjedal et David Millar ont également remporté une étape sur la Vuelta. Wiggins ne s'est imposé ni sur le Giro, ni sur le Tour, mais il se classe quatrième du général du Tour de France, égalant la place obtenue l'année précédente par Vande Velde.
Pour la saison 2010, l'équipe obtient un nouveau sponsor, celui de la société américaine Transitions, spécialisé dans la production de verres. Dix coureurs quittent l'équipe, dont Chris Sutton et Bradley Wiggins (vers le Team Sky), laissant la place à autant de cyclistes qui renforcent l'équipe pour les sprints et les classiques. Les arrivées sont donc les expérimentés Murilo Fischer, Robert Hunter, Fredrik Kessiakoff, Johan Vansummeren et Matthew Wilson et les jeunes Jack Bobridge, Kirk Carlsen, Michel Kreder, Travis Meyer et Peter Stetina. L'équipe gagne le classement général du Tour de Pologne, grâce à l'Irlandais Dan Martin, ainsi que deux étapes du Tour d'Italie et deux du Tour de France avec Tyler Farrar. David Millar s'adjuge le classement général des Trois Jours de La Panne, le Chrono des Nations et je contre-la-montre des Jeux du Commonwealth. Finalement, le 15 août, Farrar remporte la Vattenfall Cyclassics pour la deuxième fois consécutive.

#### 2011: les succès à Roubaix et au Tour de France
À la fin de la saison 2010, un nouveau partenariat est annoncé avec Cervélo, une entreprise canadienne de production de cadres de bicyclette, à la suite de l'arrêt de l'équipe Cervélo TestTeam. La nouvelle équipe, appelée Garmin-Cervélo, est toujours gérée par Slipstream Sports et dans le cadre de l'accord, a acquis plusieurs coureurs de l'ancienne équipe Cervélo, en particulier le nouveau champion du monde Thor Hushovd. Six autres coureurs suivent Hushovd : Roger Hammond, Heinrich Haussler, Andreas Klier, Brett Lancaster, Daniel Lloyd et Gabriel Rasch. À ceux-ci s'ajoutent Christophe Le Mével de la FDJ et Sep Vanmarcke de Topsport Vlaanderen-Mercator.
Les premières victoires de la nouvelle saison pour Garmin arrivent dès en janvier au Tour Down Under, la manche d'ouverture du World Tour. L'Australien Cameron Meyer remporte la quatrième étape et la victoire finale. Le 10 avril, le Belge Johan Vansummeren remporte un succès historique en remportant le prestigieux Paris-Roubaix après une échappée solitaire. En mai, David Millar porte le maillot rose pendant deux jours au Tour d'Italie, remportant également le dernier contre-la-montre. La saison continue ensuite avec de nouveaux succès. En juillet au Tour de France, l'équipe remporte le contre-la-montre par équipes, permettant à Thor Hushovd de porter le maillot jaune pendant sept jours. Dans cette même Grande Boucle, Tyler Farrar gagne une étape, Hushovd deux autres, et Tom Danielson se classe à la huitième place finale. Dans la deuxième partie de la saison, Dan Martin remporte une étape du Tour d'Espagne et, à la fin de l'année, il est huitième du classement individuel du World Tour.

#### 2012: victoire au Giro de Hesjedal

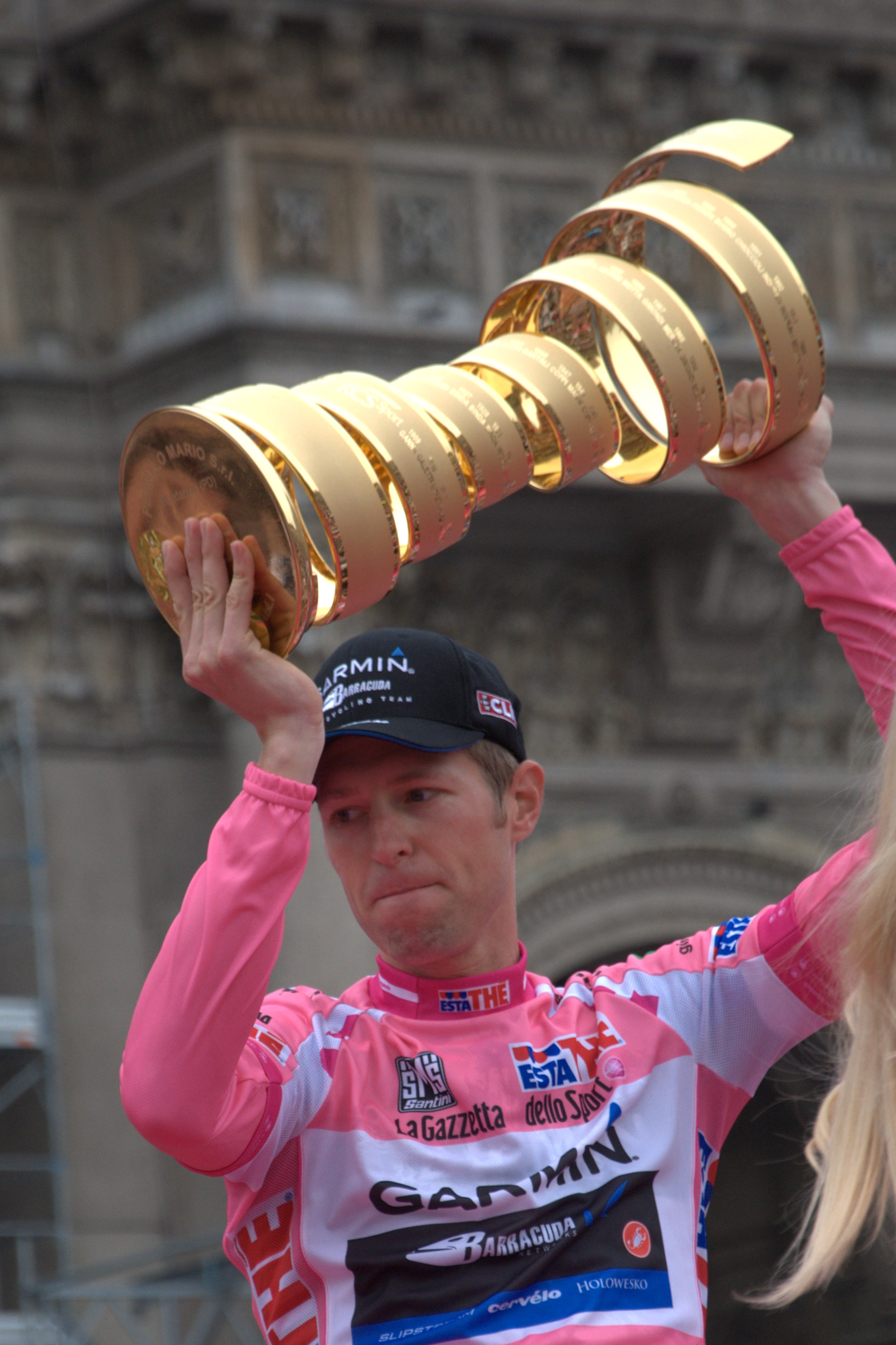
Ryder Hesjedal célébrant sa victoire sur le Tour d'Italie 2012

Pour la saison 2012, Vaughters parvient à trouver un nouveau sponsor, la société informatique californienne Barracuda Networks. L'équipe est ensuite renommée en Team Garmin-Barracuda. Dans les classiques de début de saison, les athlètes n'obtiennent pas de résultats particuliers, jusqu'au succès de Sep Vanmarcke sur le Circuit Het Nieuwsblad, où il bat au sprint Tom Boonen, qui est en passe de remporter les quatre principales classiques flandriennes.
L'équipe commence alors le Tour d'Italie avec des ambitions à la fois pour les sprints, avec Tyler Farrar et pour le classement général, avec le Canadien Ryder Hesjedal. L'équipe remporte le contre-la-montre par équipes à Vérone et le Lituanien Ramūnas Navardauskas porte le maillot rose pendant une journée. Hesjedal reste quant à lui bien placé au général et à la fin de la septième étape, il porte à son tour le maillot de leader du général. Il le perd trois jours plus tard, au profit de Joaquim Rodríguez. Cependant, grâce à sa sixième place obtenue lors du dernier contre-la-montre à Milan, il réussit à devancer l'Espagnol de 16 secondes et à remporter son premier grand tour. C'est la première fois qu'un Canadien monte sur la plus haute marche du podium et la première fois que l'équipe de Vaughters remporte un grand tour.
Peu avant le départ du Tour de France, avec l'arrivée d'un nouveau sponsor, la société d'électronique Sharp, la formation change de nom pour s'appeler Garmin-Sharp. Dans cette Grande Boucle, David Millar réussit, à l'issue d'une écahppée, à remporter la douzième étape. En fin de saison, Christian Vande Velde gagne l'USA Pro Cycling Challenge et Andrew Talansky prend la septième place du Tour d'Espagne.

#### 2013-2014: les succès de Dan Martin
L'Irlandais Dan Martin prend ensuite le leadership de l'équipe et apporte quelques-unes des plus grandes victoires pour l'équipe. Il gagne successivement le Tour de Catalogne 2013, Liège-Bastogne-Liège 2013 et le Tour de Lombardie 2014. L'Américain Andrew Talansky s'impose quant à lui lors du Critérium du Dauphiné 2014.

### 2015-2017: l'arrivée de Cannondale et Drapac
À partir de la saison 2015, les équipes Cannondale et Garmin-Sharp fusionnent pour devenir Cannondale-Garmin. Vingt-sept coureurs constituent l'effectif 2015 de l'équipe : Janier Acevedo, Jack Bauer, Alberto Bettiol, Nathan Brown, André Cardoso, Thomas Danielson, Joe Dombrowski, Davide Formolo, Nathan Haas, Lasse Norman Hansen, Ryder Hesjedal, Alex Howes, Benjamin King, Ted King, Kristjan Koren, Sebastian Langeveld, Alan Marangoni, Daniel Martin, Matej Mohorič, Moreno Moser, Ramūnas Navardauskas, Kristoffer Skjerping, Tom-Jelte Slagter, Andrew Talansky, Dylan van Baarle, Davide Villella et Ruben Zepuntke. Au cours de l'année, les résultats les plus importants viennent de Joe Dombrowski, vainqueur du Tour de l'Utah, et Dan Martin, deux fois deuxième d'étape du Tour de France.
En 2016, les grimpeurs Pierre Rolland et Rigoberto Urán arrivent dans l'équipe, tandis que Martin rejoint Etixx-Quick Step et Hesjedal Trek-Segafredo. Les résultats dans les grandes courses sont cependant plutôt décevants : Urán est septième du Tour d'Italie, tandis que Rolland ne se classe que seizième du Tour de France. Juste dans les jours avant le début de la Grande Boucle, il est officialisé l'arrivée d'un co-sponsor, Drapac, déjà présent dans le monde du cyclisme avec l'équipe cycliste professionnelle australienne Drapac. L'équipe prend donc la dénomination Cannondale-Drapac. En fin de saison, le Cannondale reste huitième du classement par équipe du World Tour, grâce au jeune Alberto Bettiol, troisième du Tour de Pologne et deuxième de la Bretagne Classic.
En mai 2017, Andrew Talansky gagne une étape du Tour de Californie et met fin à une période de deux ans sans victoire sur le World Tour pour l'équipe. En juillet, Rigoberto Urán remporte une étape et termine à la deuxième place au classement général au Tour de France. Dans le même temps, le manager Jonathan Vaughters exprime des doutes quant à l'avenir de l'équipe pour 2018. Cependant, le 21 juillet, l'équipe annonce l'arrivée d'Oath, une société de médias numériques, en tant que nouveau sponsor et les semaines qui ont suivi, l'équipe annonce plusieurs nouveaux contrats jusqu'en 2018 et au-delà. Alors que l'engagement d'Oath reste en place, le 26 août 2017, lors du Tour d'Espagne, Vaughters annonce qu'un sponsor renonce à parrainer l'équipe pour la saison suivante et que les coureurs sont libres de chercher une nouvelle équipe. L'équipe a besoin d'une somme d'environ 7 millions de dollars pour continuer la saison suivante. Le 7 septembre, il est annoncé aux coureurs que leurs contrats de 2018 seront biens honorés et deux jours plus tard, le nouveau sponsor, EF Education First, est annoncé. Par la suite, Davide Villella termine meilleur grimpeur du Tour d'Espagne.

### Depuis 2018: Team EF

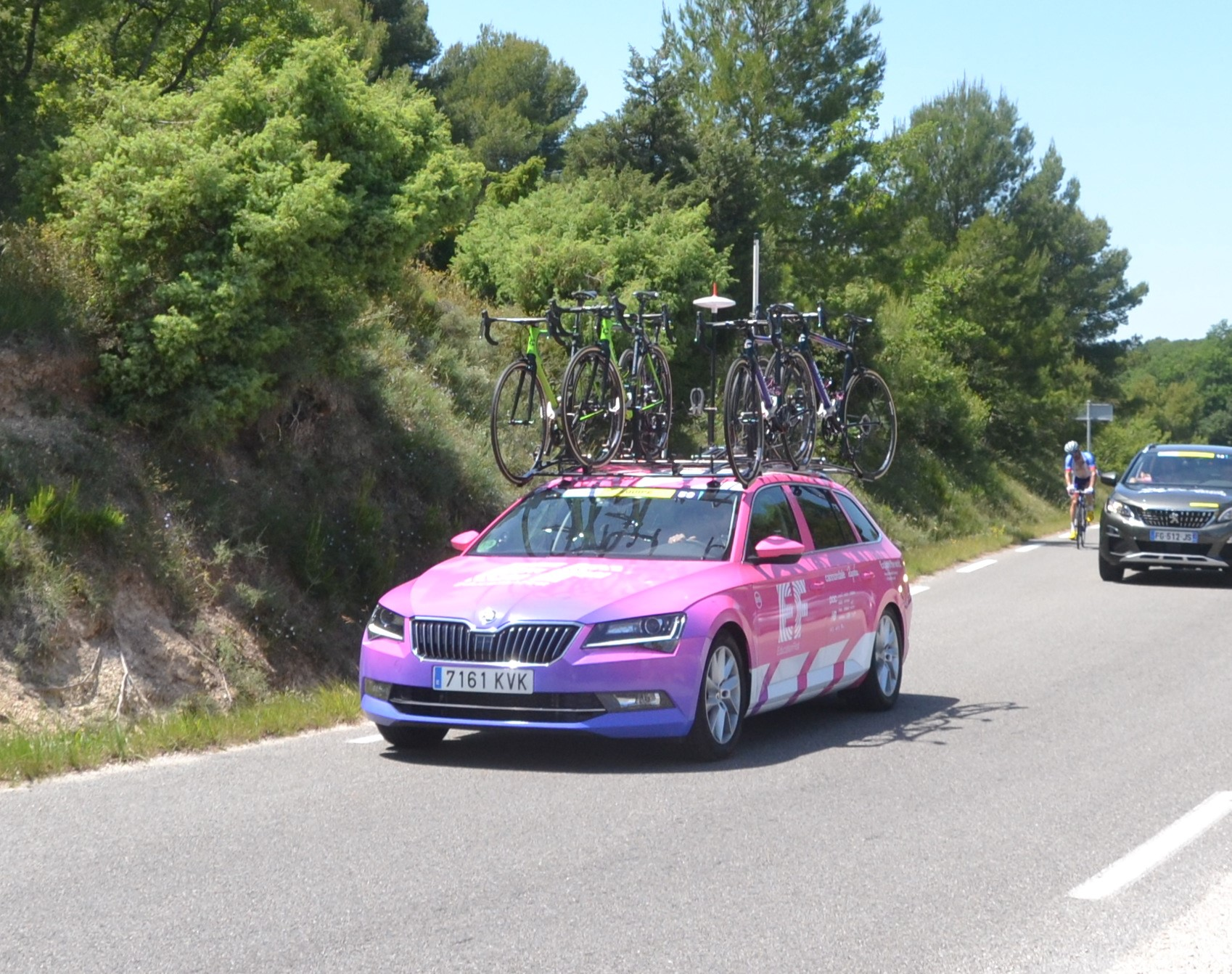
Véhicule de l'équipe EF en 2019, sur le Mont Ventoux Dénivelé Challenges

À l'issue de la saison 2017, Drapac Capital Partners, co-sponsor de l'équipe pendant deux ans et demi, se retire pour se concentrer à nouveau sur la formation. L'équipe australienne Drapac reste une réserve d'EF Education First. Sous le nom d'EF Education First-Drapac, l'équipe termine 16e du World Tour, avec seulement six succès, dont deux étapes du Tour d'Espagne avec Simon Clarke et Michael Woods. Sur les classiques, Woods est deuxième de Liège-Bastogne-Liège, tandis que Rigoberto Urán est quatrième du Tour de Lombardie et Sep Vanmarcke sixième de Paris-Roubaix. Sur les grands tours, Urán abandonne le Tour de France des suites d'une chute dans un secteur pavé. Il se classe par la suite septième du Tour d'Espagne.
La saison 2019 est bien meilleure, avec 17 succès, dont six sur le World Tour, ce qui la positionne onzième du classement mondial. L'équipe place un coureur dans le top 10 des cinq classiques « Monuments », avec le sommet de la saison, la victoire d'Alberto Bettiol sur le Tour des Flandres. Sep Vanmarcke remporte la Bretagne Classic et se classe quatrième de Paris-Roubaix. Michael Woods gagne Milan-Turin et termine cinquième de Liège-Bastogne-Liège et du Tour de Lombardie. Le Colombien Sergio Higuita, recruté en cours de saison, se révèle à 22 ans en terminant deuxième du Tour de Californie, cinquième du Tour de Pologne, avant de confirmer lors du Tour d'Espagne où il remporte une étape et se classe quatorzième du général. De son côté, Rigoberto Uran est septième du Tour de France. Lors de l'année 2020, où le nombre de courses est réduit en raison de la pandémie de Covid-19, la formation américaine parvient néanmoins à égaler son total de la saison précédente avec 17 succès. Daniel Martínez gagne le Critérium du Dauphiné, tandis que Sergio Higuita termine troisième de Paris-Nice. Les coureurs de l'équipe s'illustrent sur les grands tours en gagnant des étapes sur les trois courses. Martínez s'impose sur le Tour de France, Jonathan Caicedo et Ruben Guerreiro gagnent sur le Tour d'Italie, où Guerreiro termine meilleur grimpeur. Sur le Tour d'Espagne, Michael Woods, Hugh Carthy et Magnus Cort Nielsen remportent chacun une étape et Carthy termine troisième du général. Woods obtient le meilleur résultat sur les classiques en terminant troisième de la Flèche wallonne.
En 2021, l'équipe EF Education-Nippo comptabilise 15 succès, mais ne termine que 16e du classement UCI, après deux saisons dans le top 10. Neilson Powless crée la surprise en remportant la Classique de Saint-Sébastien, tandis que Rigoberto Urán se classe deuxième du Tour de Suisse et dixième du Tour de France. Magnus Cort Nielsen réalise sa meilleure saison avec trois victoires d'étapes sur le Tour d'Espagne et une autre sur Paris-Nice. Hugh Carthy se classe huitième du Tour d'Italie, où Alberto Bettiol gagne une étape. Stefan Bissegger s'affirme comme l'un des meilleurs rouleurs sur le World Tour en gagnant trois contre-la-montre sur des courses par étapes d'une semaine. En fin d'année, Michael Valgren remporte le Tour de Toscane et la Coppa Sabatini, puis décroche la médaille de bronze lors des mondiaux. Pour la saison 2022, l'équipe prend le nom d'EF Education-EasyPost. Elle réalise une nouvelle saison décevante avec seulement 9 succès, dont trois en World Tour et une 18e place au classement mondial (son pire classement depuis qu'elle évolue en première division). Néanmoins, grâce notamment à ses performances en 2020, elle réussit à conserver une licence en World Tour pour les trois années suivantes, soit jusqu'en 2025. Son intersaison est marquée par de nombreux transferts, avec 12 arrivées et 10 départs (dont Sergio Higuita et Tejay van Garderen), sans que les résultats ne soient au rendez-vous. Alberto Bettiol, Neilson Powless et Ruben Guerreiro décrochent plusieurs tops 10, mais seulement deux succès en tout. Sur les grands tours, Magnus Cort Nielsen gagne une étape du Tour de France, Hugh Carthy est neuvième du Tour d'Italie, tandis que Rigoberto Urán se classe neuvième du Tour d'Espagne, où il remporte une étape. Enfin, Stefan Bissegger devient champion d'Europe du contre-la-montre.
En 2023, la formation américaine recrute le champion olympique Richard Carapaz, également lauréat du Tour d'Italie 2019. Si celui-ci réalise sa plus mauvaise saison depuis sa première année chez les professionnels en 2017, l'équipe retrouve quant à elle ses standards récents en terminant à la 11e place au classement UCI. Surtout, elle décroche 26 succès, son meilleur total depuis ses 30 victoires en 2011. Arrivée en 2022, Ben Healy est la révélation de la saison. Il remporte cinq courses, dont une étape du Tour d'Italie et se classe notamment deuxième de l'Amstel Gold Race. De son côté, Magnus Cort Nielsen gagne également une étape du Giro, tandis que Neilson Powless est troisième d'À travers les Flandres. Le bilan de l'année 2024 est dans la continuité, avec 24 victoires et une 12e place mondiale. Richard Carapaz justifie son statut de leader, en remportant une étape et le maillot de meilleur grimpeur sur le Tour de France. Il termine également quatrième du Tour d'Espagne. Georg Steinhauser est lauréat d'une étape en fin de Tour d'Italie.

## Sponsors et financement de l'équipe
L'équipe juniors et espoirs lancée par Vaughters en 2003 est dans un premier temps financée en partie par les transactions immobilières de ce dernier. Elle est sponsorisée par 5280, un magazine de Denver spécialisé dans l'immobilier, et le constructeur automobile Subaru,. En 2004, la société TIAA-CREF s'y associe. Elle donne son nom à l'équipe continentale en 2005 et 2006.
À partir de 2006, l'équipe devient la propriété de la société de management sportif Slipstream Sports, présidée par Doug Ellis. Ingénieur en informatique spécialisé dans les logiciels de gestion financière, Ellis est fan de cyclisme depuis les succès de Greg LeMond durant les années 1980. Il souhaite permettre à des cyclistes américains d'évoluer vers le haut niveau mondial et faire accéder l'équipe au statut ProTour en 2009.

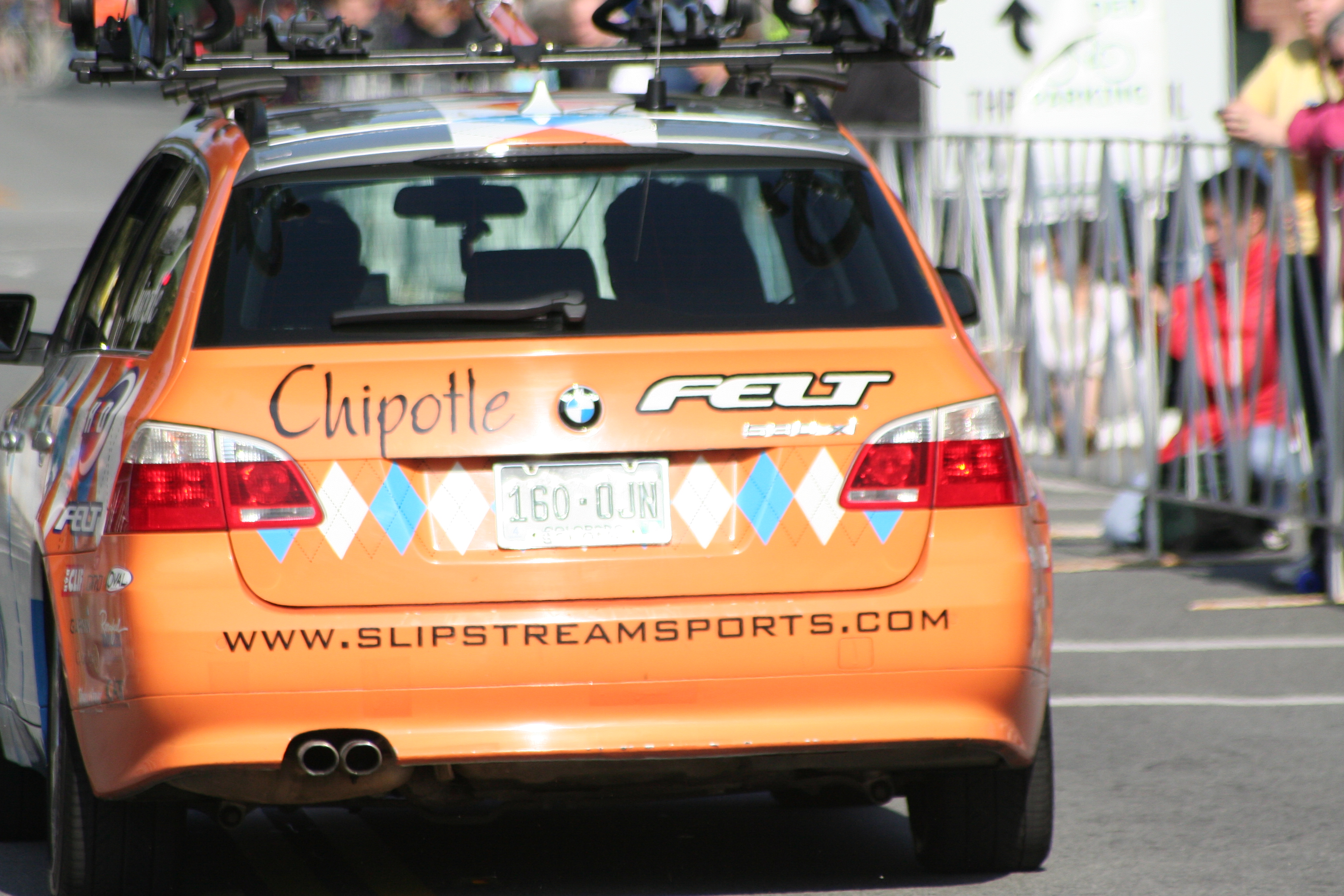
Véhicule de l'équipe en 2008

En 2006, la chaîne de restauration Chipotle Mexican Grill s'engage jusque 2008. L'arrivée de ces financements fait doubler le budget de l'équipe par rapport à l'année précédente. L'équipe TIAA-CREF devient la deuxième plus importante aux États-Unis, derrière Discovery Channel.
En 2007, l'équipe évolue sous le nom de Slipstream powered by Chipotle. Faute de sponsor-titre pour remplacer TIAA-CREF, il a été décidé de promouvoir la société propriétaire de l'équipe. Elle vit par conséquent principalement grâce aux fonds apportés par Ellis,.
À partir du Tour de France 2008, Garmin devient le sponsor principal de l'équipe. Son nom remplace Slipstream dans le nom officiel de l'équipe, qui devient Garmin-Chipotle. Le partenariat avec Chipotle prend fin avec la saison 2008. En 2009, l'équipe s'appelle Garmin-Slipstream. Un nouveau sponsor-titre vient s'ajouter à Garmin en 2010 : l'entreprise d'optique Transitions Optical.
Jusqu'en 2006, l'équipe utilisait des cycles de la marque Javelin. Depuis 2007, elle est équipée par Felt. À partir de 2011, l'équipe roule avec des vélos Cervélo, à la suite de la disparition de l'équipe Cervélo Test.
Le 21 janvier 2021, l'équipe annonce l'arrivée dans son capital, ainsi que celle de l'équipe réserve, de deux partenaires institutionnels français, à savoir la ville de Marseille et la région Sud Provence-Alpes-Côte-d'Azur. Cela fait suite à l'arrivée de l'entreprise japonaise Nippo en tant que second partenaire-titre de l'équipe, qui était auparavant présente dans l'équipe phare de la région, Delko. Cela a été l'occasion pour certains coureurs de cette équipe continentale pro d'intégrer une équipe World Tour comme Hideto Nakane, ou d'en réintégrer une pour d'autres comme Fumiyuki Beppu ou Julien El Farès.
En 2022, l'équipe est renommée EF Education-EasyPost, en raison de l'arrivée du sponsor EasyPost, une société spécialisée dans la livraison de colis. Nippo reste partenaire de l'équipe et co-sponsor de l'équipe réserve nommée EF Education-Nippo Development. En 2022 et 2023, une coopération avec l'équipe World Tour féminine EF Education-Tibco-SVB est mise en place, même si les deux structures restent indépendantes.

## L'équipe et le dopage
L'équipe se donne et jouit d'une image d'une équipe « propre » sur le plan du dopage. Elle affirme son refus de pratiquer des intraveineuses, effectue des contrôles internes sur ses coureurs, et recrute sur dossier médical. Le recrutement de Bernhard Kohl aurait ainsi été abandonné en 2008 à la suite d'un tel examen. Les contrôles internes sont dans un premier temps effectués en association avec l'Agency for Sporting Ethics (ASE). Cette agence cessant son activité en 2008, l'équipe Garmin s'engage avec Don Catlin en 2009. Ce dernier est également responsable des contrôles internes de l'équipe Columbia. L'équipe se veut transparente et permet ainsi un accès libre de ses véhicules aux journalistes lors des compétitions.

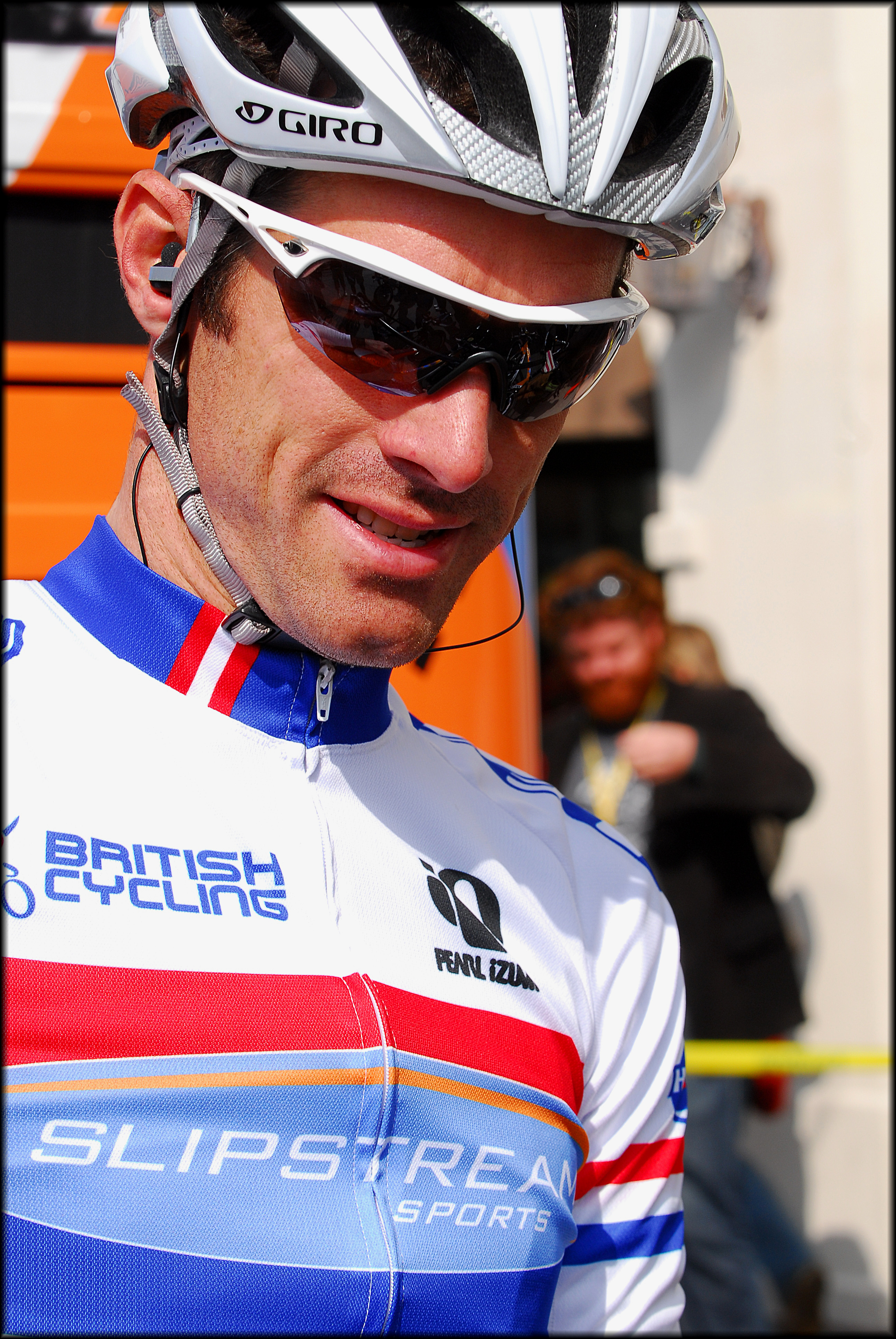
David Millar, durant le Tour de Californie 2008

David Millar, qui a avoué des pratiques dopantes en 2004 dans le cadre de l'affaire Cofidis, est considéré comme un « repenti » et le symbole du « changement de mentalité » que souhaiterait insuffler l'équipe dans le cyclisme.
L'équipe adhère depuis le mois d'octobre 2007 au Mouvement pour un cyclisme crédible, association d'équipes professionnelles qui se donne entre autres buts celui de faire respecter les règles antidopage, et se dote d'un code de conduite plus strict que le Code mondial antidopage (prescription d'un arrêt de 15 jours pour un coureur soigné par infiltration locale de corticoïdes, autosuspension de l'équipe en cas de contrôles positifs et de contrôles sanguins anormaux).
Le médecin de l'équipe est Prentice Steffen. Il a auparavant exercé au sein de l'équipe US Postal, de l'équipe nationale américaine, puis des équipes Mercury, Health Net, Prime Alliance et TIAA-CREF. Il attribue son renvoi de l'équipe US Postal à son refus des pratiques dopantes. Il a été contraint de démissionner de ses fonctions au sein de TIAA-CREF à la fin de l'année 2005, à la suite de commentaires livrés au quotidien sportif L'Équipe, pour lesquels il s'est ensuite excusé. Il y décrivait des pratiques de transfusions lors du Tour de France 2005 qui lui auraient été rapportées et accusait Lance Armstrong de s'être dopé. Il réintègre l'équipe en 2008.
Les performances de Bradley Wiggins lors du Tour de France 2009 ont surpris et éveillé les soupçons. Il a terminé quatrième du classement général et suivi les meilleurs en montagne, alors qu'il était jusqu'alors en difficulté sur ce type de parcours. Wiggins a expliqué devoir ses progrès en montagne à un régime suivi durant l'hiver et qui lui a fait perdre 6 kg. En réponse aux questions suscitées par ces performances, l'équipe Garmin a publié les bilans sanguins de Wiggins.
En janvier 2010, Matthew White est licencié par la direction de l'équipe. Il lui est reproché d'avoir envoyé le coureur Trent Lowe effectuer des tests de VO2 chez le médecin espagnol Luis Garcia del Moral, et d'avoir ainsi violé la règle interne de l'équipe qui prévoit que tous les renvois médicaux doivent être approuvé par le personnel médical de l'équipe.
Le 3 août 2015, Tom Danielson annonce via son compte twitter qu'il a été contrôlé positif à la testostérone de synthèse lors d'un contrôle hors compétition le 9 juillet. Il est suspendu par son équipe Cannondale-Garmin, en attendant le résultat de son échantillon B,. Le 6 novembre 2015, l'USADA confirme que l'échantillon B est également positif. Il est suspendu pour une période de quatre ans.
Le 18 mai 2020, l'Union cycliste internationale annonce que Luis Villalobos est provisoirement suspendu. Il a été contrôlé positif hors compétition le 25 avril 2019 au GHRP-6, une hormone de croissance, alors qu'il était membre de l'équipe continentale Aevolo. L'équipe EF Pro Cycling suspend le coureur et regrette d'avoir appris l'existence du contrôle positif plus d'un an après le test, ce qui lui aurait permis d'éviter d'engager Villalobos. Il est finalement suspendu 4 ans, soit jusqu'au 17 mai 2024.

## Équipes espoirs et juniors
En 2005, lorsqu'est créée l'équipe continentale TIAA-CREF, les coureurs de catégorie espoirs intègrent cette dernière, tandis qu'une équipe juniors est maintenue, appelée Team 5280. Lorsque Slipstream acquiert le statut d'équipe ProTour en 2008, elle se dote d'une nouvelle équipe espoirs appelée VMG-Felt U23. Cette équipe est dirigée par Chann McRae. Elle change de nom en 2009. Cette année-là, Slipstream est associée à deux équipes destinées à former de jeunes coureurs : Felt-Holowesko en catégorie espoirs et la Team 5280 en juniors. 
À partir de 2003, ces équipes ont remporté cinq fois le championnat des États-Unis espoirs de la course en ligne : avec Ian Mac Gregor en 2004 et en 2005, en 2006 avec Craig Lewis, en 2008 avec Kirk Carlsen, et en 2009 avec Alex Howes. L'équipe espoirs a décroché le titre national du contre-la-montre dans sa catégorie en 2008 et 2009 avec Peter Stetina,.
Parmi les coureurs ayant évolué dans les équipes espoirs et juniors, plusieurs sont devenus professionnels. Peter Stetina, qui a déjà couru au sein de l'équipe professionnelle en 2006 et 2007, intègre l'équipe ProTour Garmin-Transitions en 2010. Tejay van Garderen, après avoir roulé en 2008 et 2009 au sein de l'équipe Rabobank Continental, réserve de l'équipe ProTour Rabobank, évolue en 2010 chez Columbia-HTC. Taylor Phinney a commencé le cyclisme à 15 ans dans l'équipe junior en 2006. Fin 2008, il a rejoint l'équipe Trek Livestrong. Il est devenu champion du monde de poursuite en 2009.
Chipotle sponsorise l'équipe continentale UCI pour les saisons 2011 et 2012, mais décide d'arrêter à l'issue de la saison 2012, entrainant l'arrêt de l'équipe.

## Classements UCI
L'équipe participe aux circuits continentaux et principalement à l'UCI America Tour. Elle remporte le classement par équipes en 2008. Les tableaux ci-dessous présentent les classements de l'équipe sur ce circuit, ainsi que son meilleur coureur au classement individuel. Les coureurs de l'équipe sont à nouveau classés dans les circuits continentaux à partir de 2016.
UCI Africa Tour
| UCI Africa Tour | UCI Africa Tour        | UCI Africa Tour                           | UCI Africa Tour |
| Année           | Classement par équipes | Meilleur coureur au classement individuel |                 |
| --------------- | ---------------------- | ----------------------------------------- | --------------- |
| 2022            | -                      | Merhawi Kudus (16e)                       |                 |
| 2023            | -                      | Stefan de Bod (17e)                       |                 |
| 2024            | -                      | Stefan de Bod (90e)                       |                 |
|                 |                        |                                           |                 |
| Source : UCI    |                        |                                           |                 |

UCI America Tour
| UCI America Tour | UCI America Tour       | UCI America Tour                          | UCI America Tour |
| Année            | Classement par équipes | Meilleur coureur au classement individuel |                  |
| ---------------- | ---------------------- | ----------------------------------------- | ---------------- |
| 2005             | 15e                    | Timothy Duggan (122e)                     |                  |
| 2006             | 7e                     | Danny Pate (19e)                          |                  |
| 2007             | 5e                     | William Frischkorn (19e)                  |                  |
| 2008             | 1er                    | Christian Vande Velde (3e)                |                  |
| 2016             | -                      | Andrew Talansky (11e)                     |                  |
| 2017             | -                      | Alex Howes (4e)                           |                  |
| 2018             | -                      | Hugh Carthy (6e)                          |                  |
| 2019             | -                      | Michael Woods (3e)                        |                  |
| 2020             | -                      | Daniel Martínez (2e)                      |                  |
| 2021             | -                      | Neilson Powless (4e)                      |                  |
| 2022             | -                      | Neilson Powless (4e)                      |                  |
| 2023             | -                      | Neilson Powless (2e)                      |                  |
| 2024             | -                      | Richard Carapaz (3e)                      |                  |
|                  |                        |                                           |                  |
| Source : UCI     |                        |                                           |                  |

UCI Asia Tour
| UCI Asia Tour | UCI Asia Tour          | UCI Asia Tour                             | UCI Asia Tour |
| Année         | Classement par équipes | Meilleur coureur au classement individuel |               |
| ------------- | ---------------------- | ----------------------------------------- | ------------- |
| 2006          | 27e                    | Thomas Peterson (106e)                    |               |
| 2007          | 32e                    | Charles Bradley Huff (88e)                |               |
| 2008          | 33e                    | Christopher Sutton (67e)                  |               |
| 2016          | -                      | Davide Villella (26e)                     |               |
| 2017          | -                      | Davide Villella (227e)                    |               |
| 2018          | -                      | Matti Breschel (54e)                      |               |
| 2021          | -                      | Hideto Nakane (9e)                        |               |
| 2022          | -                      | Hideto Nakane (250e)                      |               |
| 2024          | -                      | Yuhi Todome (79e)                         |               |
|               |                        |                                           |               |
| Source : UCI  |                        |                                           |               |

UCI Europe Tour
| UCI Europe Tour | UCI Europe Tour        | UCI Europe Tour                           | UCI Europe Tour |
| Année           | Classement par équipes | Meilleur coureur au classement individuel |                 |
| --------------- | ---------------------- | ----------------------------------------- | --------------- |
| 2005            | 81e                    | William Frischkorn (362e)                 |                 |
| 2006            | 80e                    | Danny Pate (283e)                         |                 |
| 2007            | 95e                    | William Frischkorn (571e)                 |                 |
| 2008            | 14e                    | Dan Martin (41e)                          |                 |
| 2016            | -                      | Rigoberto Urán (82e)                      |                 |
| 2017            | -                      | Rigoberto Urán (30e)                      |                 |
| 2018            | -                      | Rigoberto Urán (117e)                     |                 |
| 2019            | -                      | Alberto Bettiol (40e)                     |                 |
| 2020            | -                      | Hugh Carthy (38e)                         |                 |
| 2021            | -                      | Michael Valgren (51e)                     |                 |
| 2022            | -                      | Andrea Piccolo (72e)                      |                 |
| 2023            | -                      | Ben Healy (21e)                           |                 |
| 2024            | -                      | Ben Healy (76e)                           |                 |
|                 |                        |                                           |                 |
| Source : UCI    |                        |                                           |                 |

UCI Oceania Tour
| UCI Oceania Tour | UCI Oceania Tour       | UCI Oceania Tour                          | UCI Oceania Tour |
| Année            | Classement par équipes | Meilleur coureur au classement individuel |                  |
| ---------------- | ---------------------- | ----------------------------------------- | ---------------- |
| 2006             | 30e                    | Danny Pate (82e)                          |                  |
| 2008             | 5e                     | Julian Dean (10e)                         |                  |
| 2016             | -                      | Patrick Bevin (29e)                       |                  |
| 2017             | -                      | Brendan Canty (42e)                       |                  |
| 2018             | -                      | Simon Clarke (65e)                        |                  |
| 2019             | -                      | Simon Clarke (5e)                         |                  |
| 2020             | -                      | Simon Clarke (9e)                         |                  |
| 2021             | -                      | James Whelan (46e)                        |                  |
| 2022             | -                      | Thomas Scully (93e)                       |                  |
|                  |                        |                                           |                  |
| Source : UCI     |                        |                                           |                  |

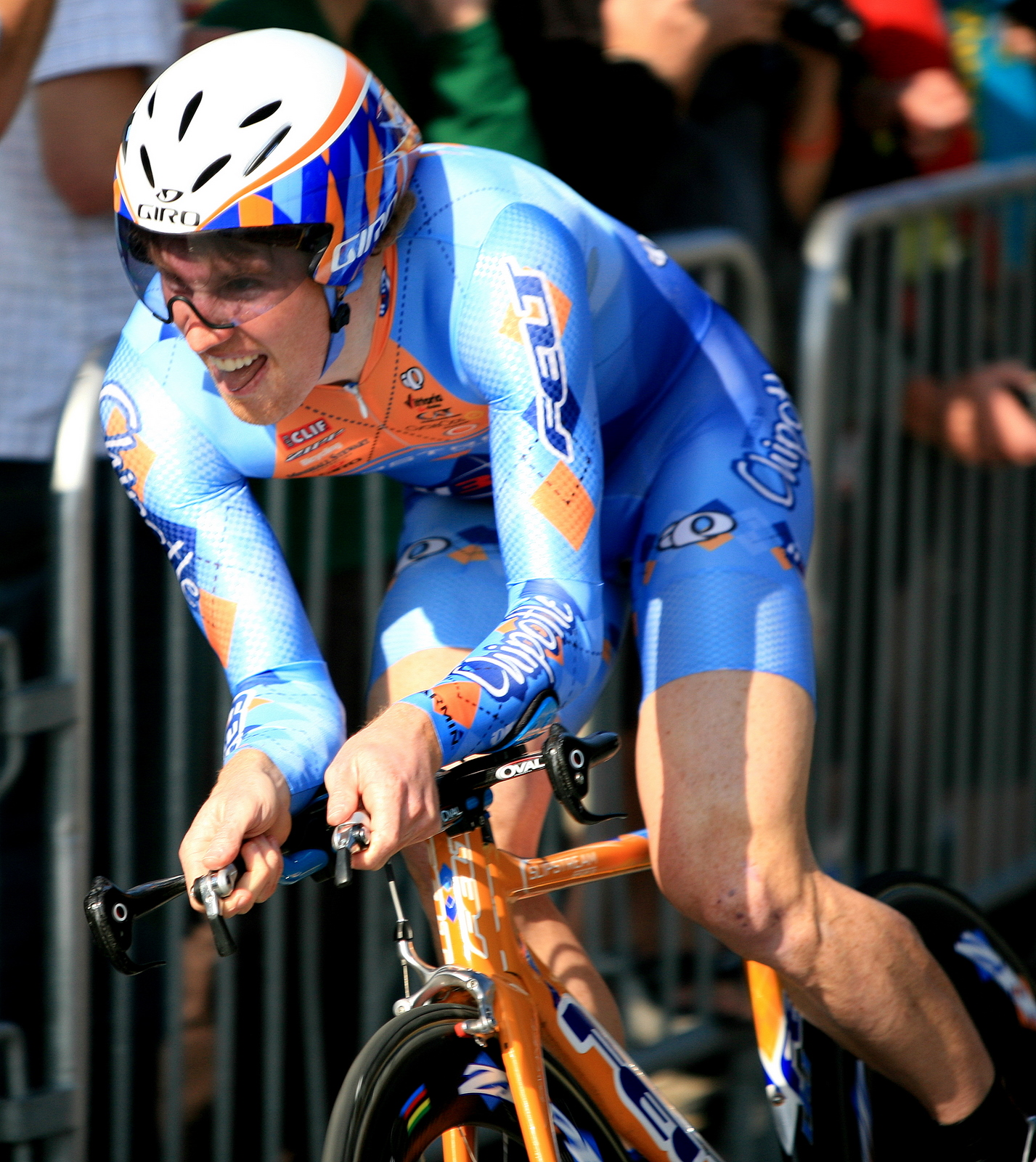
Tyler Farrar, 18e du classement mondial 2009, ici lors du Tour de Californie 2008

En 2009, pour sa première année avec le statut ProTour, l'équipe Garmin s'est classée onzième du Calendrier mondial UCI par équipes. Son meilleur coureur au classement individuel est Tyler Farrar, 18e.
| Calendrier mondial | Calendrier mondial     | Calendrier mondial                        | Calendrier mondial |
| Année              | Classement par équipes | Meilleur coureur au classement individuel |                    |
| ------------------ | ---------------------- | ----------------------------------------- | ------------------ |
| 2009               | 11e                    | Tyler Farrar (18e)                        |                    |
| 2010               | 6e                     | Ryder Hesjedal (7e)                       |                    |
|                    |                        |                                           |                    |
| Source : UCI       |                        |                                           |                    |

En 2011, le Calendrier mondial UCI est remplacé par l'UCI World Tour.
| UCI World Tour | UCI World Tour         | UCI World Tour                            | UCI World Tour |
| Année          | Classement par équipes | Meilleur coureur au classement individuel |                |
| -------------- | ---------------------- | ----------------------------------------- | -------------- |
| 2011           | 8e                     | Dan Martin (8e)                           |                |
| 2012           | 9e                     | Ryder Hesjedal (13e)                      |                |
| 2013           | 8e                     | Dan Martin (6e)                           |                |
| 2014           | 11e                    | Dan Martin (9e)                           |                |
| 2015           | 16e                    | Ryder Hesjedal (46e)                      |                |
| 2016           | 8e                     | Alberto Bettiol (20e)                     |                |
| 2017           | 10e                    | Rigoberto Urán (20e)                      |                |
| 2018           | 16e                    | Rigoberto Urán (42e)                      |                |
|                |                        |                                           |                |
| Source : UCI   |                        |                                           |                |

En 2016, le Classement mondial UCI qui prend en compte toutes les épreuves UCI est mis en place parallèlement à l'UCI World Tour et aux circuits continentaux. Il remplace définitivement l'UCI World Tour en 2019.
| Classement mondial | Classement mondial     | Classement mondial                        | Classement mondial |
| Année              | Classement par équipes | Meilleur coureur au classement individuel |                    |
| ------------------ | ---------------------- | ----------------------------------------- | ------------------ |
| 2016               | -                      | Rigoberto Urán (45e)                      |                    |
| 2017               | -                      | Rigoberto Urán (17e)                      |                    |
| 2018               | -                      | Michael Woods (38e)                       |                    |
| 2019               | 11e                    | Michael Woods (23e)                       |                    |
| 2020               | 10e                    | Daniel Martínez (34e)                     |                    |
| 2021               | 16e                    | Neilson Powless (52e)                     |                    |
| 2022               | 18e                    | Neilson Powless (50e)                     |                    |
| 2023               | 11e                    | Ben Healy (22e)                           |                    |
| 2024               | 12e                    | Richard Carapaz (20e)                     |                    |
|                    |                        |                                           |                    |
| Source : UCI       |                        |                                           |                    |

## Principales victoires

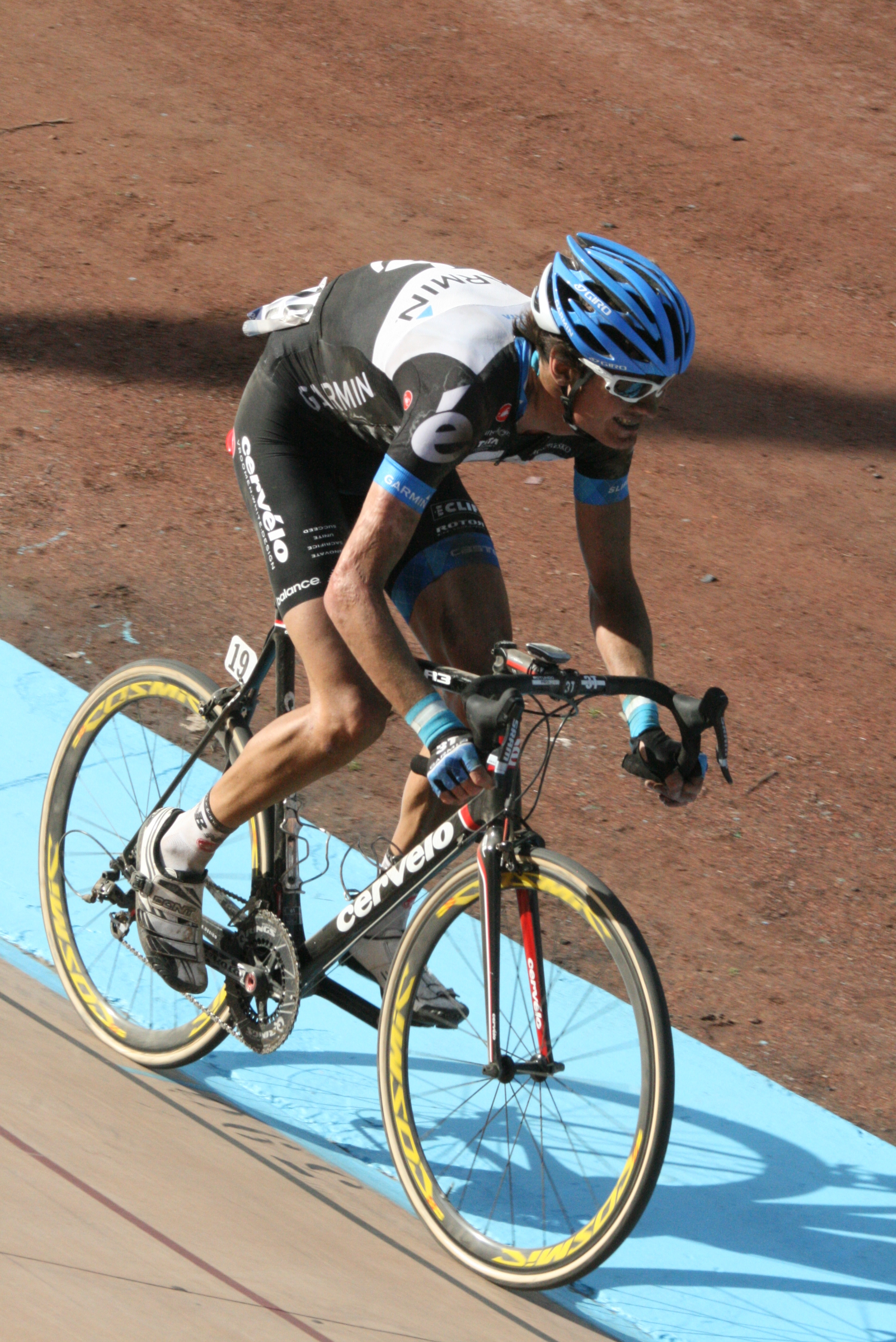
Johan Vansummeren lors de sa victoire au Paris-Roubaix 2011.

### Compétitions internationales
Contrairement aux autres courses, les championnats du monde et d'Europe sont disputés par équipes nationales et non par équipes de marques. 
- Championnats d'Europe sur route : 1
  - Contre-la-montre : 2022 (Stefan Bissegger)

### Courses d'un jour
Victoires sur les classiques de niveau World Tour ou équivalent (en gras les victoires sur les classiques « Monuments ») :
- Vattenfall Cyclassics : 2009 et 2010 (Tyler Farrar)
- Paris-Roubaix : 2011 (Johan Vansummeren)
- Liège-Bastogne-Liège : 2013 (Dan Martin)
- Tour de Lombardie : 2014 (Dan Martin)
- Tour des Flandres : 2019 (Alberto Bettiol)
- Bretagne Classic : 2019 (Sep Vanmarcke)
- Classique de Saint-Sébastien : 2021 (Neilson Powless)

Victoires sur les autres courses d'un jour :
- Univest Grand Prix : 2007 (William Frischkorn) et 2009 (Lucas Euser)
- Grand Prix de l'Escaut : 2010 (Tyler Farrar)
- Trois vallées varésines : 2010 (Dan Martin)
- Circuit Het Nieuwsblad : 2012 (Sep Vanmarcke)
- Japan Cup : 2014 (Jack Bauer), 2015 (Nathan Haas) et 2024 (Neilson Powless)
- ProRace Berlin : 2014 (Raymond Kreder)
- Grand Prix de l'industrie et de l'artisanat de Larciano : 2016 (Simon Clarke) et 2023 (Ben Healy)
- Milan-Turin : 2017 (Rigoberto Urán), 2019 (Michael Woods) et 2024 (Alberto Bettiol)
- Drôme Classic : 2020 (Simon Clarke)
- Tour de Toscane : 2021 (Michael Valgren)
- Coppa Sabatini : 2021 (Michael Valgren)
- Mont Ventoux Dénivelé Challenge : 2022 (Ruben Guerreiro)
- Trofeo Ses Salines : 2023 (Marijn van den Berg)
- Grand Prix la Marseillaise : 2023 (Neilson Powless)
- Mercan'Tour Classic : 2023 (Richard Carapaz)
- Trofeo Calvià : 2024 (Simon Carr)
- Tour du Piémont : 2024 (Neilson Powless)

### Course par étapes
Victoires sur les courses de niveau World Tour ou équivalent :
- Tour de Pologne : 2010 (Dan Martin)
- Tour Down Under : 2011 (Cameron Meyer)
- Tour de Catalogne : 2013 (Dan Martin)
- Critérium du Dauphiné : 2014 (Andrew Talansky) et 2020 (Daniel Martínez)

Victoires sur les autres courses par étapes :
- Delta Tour Zeeland : 2008 (Christopher Sutton), 2009 et 2010 (Tyler Farrar)
- Route du Sud : 2008 (Dan Martin)
- Tour du Missouri : 2008 (Christian Vande Velde) et 2009 (David Zabriskie)
- Herald Sun Tour : 2009 (Bradley Wiggins)
- Circuit franco-belge : 2009 (Tyler Farrar)
- Trois Jours de La Panne : 2010 (David Millar)
- USA Pro Cycling Challenge : 2012 (Christian Vande Velde)
- Tour de l'Ain : 2012 (Andrew Talansky) et 2024 (Alexander Cepeda)
- Tour de l'Utah : 2013, 2014 (Tom Danielson) et 2015 (Joe Dombrowski)
- Tour d'Alberta : 2013 (Rohan Dennis)
- Tour de Grande-Bretagne : 2014 (Dylan van Baarle)
- Circuit de la Sarthe : 2014 et 2015 (Ramūnas Navardauskas)
- Tour Colombia : 2020 (Sergio Higuita)
- Etoiles de Bessèges : 2023 (Neilson Powless)
- Tour de Langkawi : 2023 (Simon Carr)
- Boucles de la Mayenne : 2024 (Alberto Bettiol)
- Région Pays de la Loire Tour : 2024 (Marijn van den Berg)

### Championnats nationaux
Sur route
- Championnats d'Afrique du Sud sur route : 2
  - Course en ligne : 2012 (Robert Hunter)
  - Contre-la-montre : 2023 (Stefan De Bod)
- Championnats d'Allemagne sur route : 1
  - Course en ligne : 2012 (Fabian Wegmann)
- Championnats d'Australie sur route : 4
  - Course en ligne : 2010 (Travis Meyer) et 2011 (Jack Bobridge)
  - Contre-la-montre : 2010 et 2011 (Cameron Meyer)
- Championnats du Brésil sur route : 2
  - Course en ligne : 2010 et 2011 (Murilo Fischer)
- Championnats du Canada sur route : 2
  - Contre-la-montre : 2009 et 2010 (Svein Tuft)
- Championnats de Colombie sur route : 4
  - Course en ligne : 2020 (Sergio Higuita) et 2023 (Esteban Chaves)
  - Contre-la-montre : 2019 et 2020 (Daniel Martínez)
- Championnats d'Équateur sur route : 5
  - Course en ligne : 2019 (Jonathan Caicedo) et 2023 (Richard Carapaz)
  - Contre-la-montre : 2019 et 2023 (Jonathan Caicedo), 2024 (Richard Carapaz)
- Championnats d'Érythrée sur route : 1
  - Course en ligne : 2022 (Merhawi Kudus)
- Championnats des États-Unis sur route : 9
  - Course en ligne : 2019 (Alex Howes) et 2024 (Sean Quinn)
  - Contre-la-montre : 2008, 2009, 2011, 2012 (David Zabriskie), 2015 (Andrew Talansky) et 2021 (Lawson Craddock)
  - Course en ligne espoirs : 2005 (Ian McGregor)
- Championnats de Grande-Bretagne sur route : 1
  - Contre-la-montre : 2009 (Bradley Wiggins)
- Championnats d'Irlande sur route : 4
  - Course en ligne : 2008 (Daniel Martin), 2023 (Ben Healy) et 2024 (Darren Rafferty)
  - Contre-la-montre : 2022 (Ben Healy)
- Championnats d'Italie sur route : 1
  - Course en ligne : 2024 (Alberto Bettiol)
- Championnats de Lituanie sur route : 5
  - Course en ligne : 2011 et 2016 (Ramūnas Navardauskas)
  - Contre-la-montre : 2012, 2014 et 2015 (Ramūnas Navardauskas)
- Championnats de Nouvelle-Zélande sur route : 2
  - Course en ligne : 2008 (Julian Dean)
  - Contre-la-montre : 2016 (Patrick Bevin)
- Championnats des Pays-Bas sur route : 1
  - Course en ligne : 2014 (Sebastian Langeveld)
- Championnats du Portugal sur route : 1
  - Course en ligne : 2024 (Rui Costa)
- Championnats de Suisse sur route : 1
  - Contre-la-montre : 2023 (Stefan Bissegger)

Sur piste
- Championnats d'Australie sur piste : 3
  - Poursuite par équipes : 2009 (Cameron Meyer)
  - Américaine : 2009 (Cameron Meyer et Glenn O'Shea) et 2010 (Cameron Meyer et Jack Bobridge)
- Championnats des États-Unis sur piste : 11
  - Poursuite individuelle : 2006 (Michael Friedman)
  - Poursuite par équipes : 2006 (Michael Creed, Michael Friedman, William Frischkorn et Charles Bradley Huff), 2007 (Michael Creed, Michael Friedman, Charles Bradley Huff) et 2008 (Daniel Holloway)
  - Américaine : 2005 (Chad Hartley et Colby Pearce), 2006 (Michael Friedman et Charles Bradley Huff) et 2008 (Daniel Holloway)
  - Course aux points : 2006 (Michael Creed), 2007 (Michael Friedman) et 2008 (Daniel Holloway)
  - Scratch : 2008 (Daniel Holloway)

## Bilan sur les grands tours

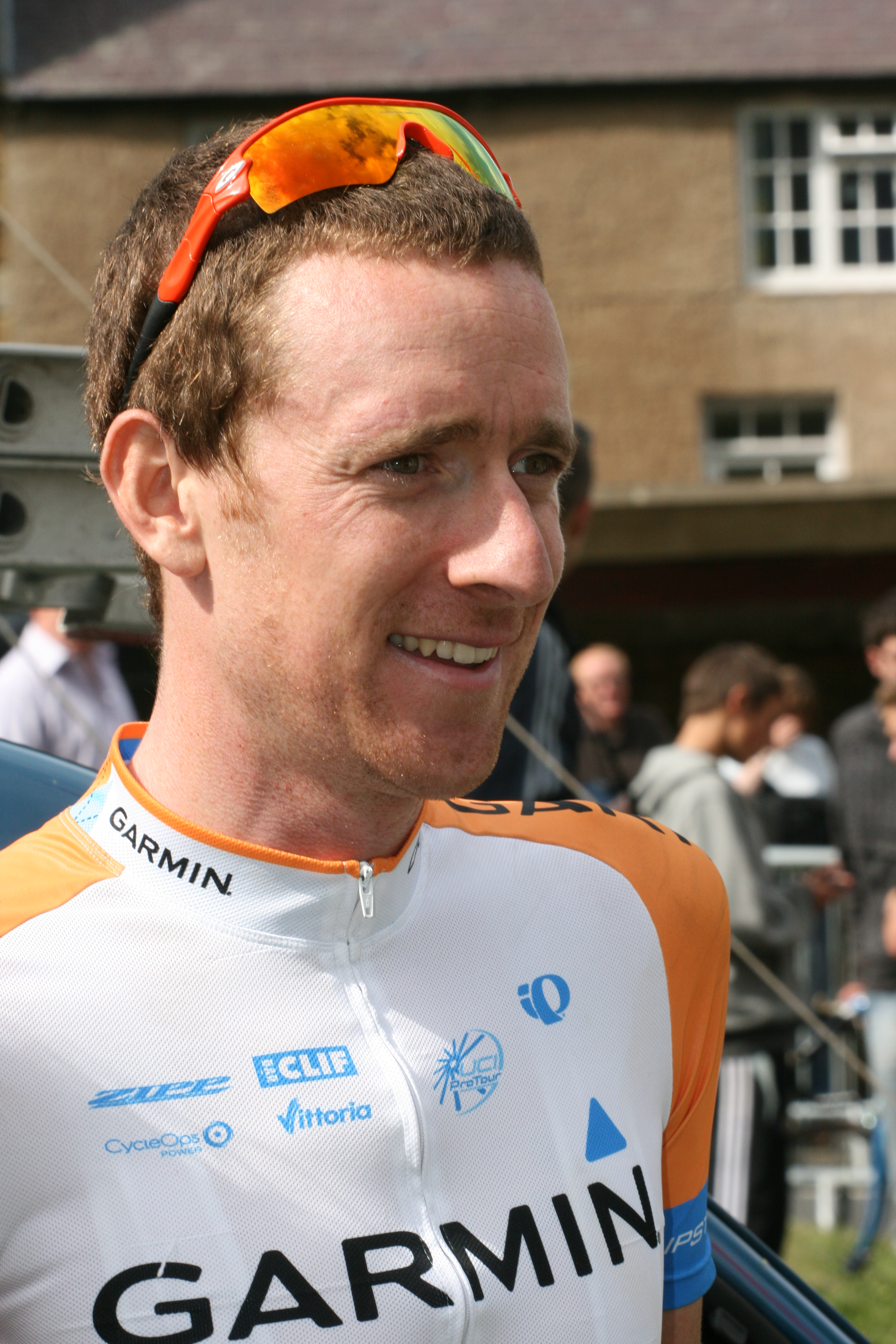
En terminant troisième du Tour de France 2009, Bradley Wiggins décroche le premier podium sur un grand tour pour l'équipe.

L'équipe a remporté 43 étapes sur les grands tours. La meilleure performance est la victoire finale de Ryder Hesjedal au Tour d'Italie 2012.
- Tour de France
  - 18 participations (2008, 2009, 2010, 2011, 2012, 2013, 2014, 2015, 2016, 2017, 2018, 2019, 2020, 2021, 2022, 2023, 2024, 2025)
  - 12 victoires d'étapes :
    - 4 en 2011 : contre-la-montre par équipes, Tyler Farrar, Thor Hushovd (2)
    - 1 en 2012 : David Millar
    - 1 en 2013 : Daniel Martin
    - 1 en 2014 : Ramūnas Navardauskas
    - 1 en 2017 : Rigoberto Urán
    - 1 en 2020 : Daniel Martínez
    - 1 en 2022 : Magnus Cort Nielsen
    - 1 en 2024 : Richard Carapaz
    - 1 en 2025 : Ben Healy

  - Meilleur classement : 2e en 2017 (Rigoberto Urán)
  - 3 classements annexes :
    - Classement par équipes : 2011
    - Classement de la montagne : 2024 (Richard Carapaz)
    - Prix de la combativité : 2024 (Richard Carapaz)

- Tour d'Italie
  - 18 participations (2008, 2009, 2010, 2011, 2012, 2013, 2014, 2015, 2016, 2017, 2018, 2019, 2020, 2021, 2022, 2023, 2024, 2025)
  - 16 victoires d'étapes :
    - 1 en 2008 : contre-la-montre par équipes
    - 2 en 2010 : Tyler Farrar (2)
    - 1 en 2011 : David Millar
    - 1 en 2012 : contre-la-montre par équipes
    - 1 en 2013 : Ramūnas Navardauskas
    - 1 en 2015 : Davide Formolo
    - 1 en 2017 : Pierre Rolland
    - 2 en 2020 : Jonathan Caicedo, Ruben Guerreiro
    - 1 en 2021 : Alberto Bettiol
    - 2 en 2023 : Ben Healy, Magnus Cort Nielsen
    - 1 en 2024 : Georg Steinhauser
    - 2 en 2025 : Richard Carapaz, Kasper Asgreen

  - 1 victoire finale : 
    -  2012 (Ryder Hesjedal)

  - 2 classements annexes :
    - Classement par équipes : 2012
    - Classement de la montagne : 2020 (Ruben Guerreiro)

- Tour d'Espagne
  - 16 participations (2009, 2010, 2011, 2012, 2013, 2014, 2015, 2016, 2017, 2018, 2019, 2020, 2021, 2022, 2023, 2024)
  - 16 victoires d'étapes :
    - 3 en 2009 : Tyler Farrar, Ryder Hesjedal, David Millar
    - 2 en 2010 : Tyler Farrar (2)
    - 1 en 2011 : Daniel Martin
    - 2 en 2018 : Simon Clarke, Michael Woods
    - 1 en 2019 : Sergio Higuita
    - 3 en 2020 : Michael Woods, Hugh Carthy, Magnus Cort Nielsen
    - 3 en 2021 : Magnus Cort Nielsen (3)
    - 1 en 2022 : Rigoberto Urán

  - Meilleur classement : 3e en 2020 (Hugh Carthy)
  - 1 classement annexe :
    - Classement de la montagne : 2017 (Davide Villella)

## Principaux coureurs depuis les débuts
Ce tableau présente les résultats obtenus au sein de l'équipe par une sélection de coureurs qui se sont distingués soit par le rôle de leader ou de capitaine de route qui leur a été attribué pendant tout ou partie de leur passage dans l'équipe, leur longévité au sein de celle-ci, soit en remportant une course majeure pour l'équipe, soit encore par leur place dans l'histoire du cyclisme en général. La majorité des coureurs cités se distinguent par plusieurs de ces caractéristiques.
| Nom                    | Naissance | Nationalité     | Arrivée   | Départ    | Résultats |
| ---------------------- | --------- | --------------- | --------- | --------- | --- |
| Bradley Wiggins        | 1980      | Grande-Bretagne | 2009      | 2009      | 4e du Tour de France (2009) |
| Svein Tuft             | 1977      | Canada          | 2009      | 2010      | 1 étape de l'Eneco Tour (2010) |
| Cameron Meyer          | 1988      | Australie       | 2009      | 2011      | Tour Down Under (2011) 1 étape du Tour Down Under (2011) |
| Jack Bobridge          | 1989      | Australie       | 2010      | 2011      | 1 étape du Benelux Tour (2010) |
| Thor Hushovd           | 1978      | Norvège         | 2011      | 2011      | 2 étapes du Tour de France (2011) 1 étape du Tour de Suisse (2011) |
| Heinrich Haussler      | 1984      | Australie       | 2011      | 2012      | 1 étape du Tour de Pékin (2011) |
| Christian Vande Velde  | 1976      | États-Unis      | 2008      | 2013      | 1 étape de Paris-Nice (2009) |
| David Zabriskie        | 1979      | États-Unis      | 2008      | 2013      | 1 étape du Tour de Romandie (2011) 2e du Tour de Californie (2012) |
| Tyler Farrar           | 1984      | États-Unis      | 2008      | 2014      | Cyclassics Hamburg (2009, 2010) 3 étapes du Benelux Tour (3x 2009) 2 étapes du Tour d'Italie (2x 2010) 2 étapes de Tirreno-Adriatico (2009, 2011) 1 étape du Tour de France (2011) 3 étapes du Tour d'Espagne (2009, 2x 2010) 1 étape du Tour de Pékin (2014) 2e de la Bretagne Classic (2010) 3e de Gand-Wevelgem (2011) |
| David Millar           | 1977      | Royaume-Uni     | 2008      | 2014      | 1 étape du Tour d'Espagne (2009) 1 étape du Tour d'Italie (2011) 1 étape du Tour de France (2012) 2e du Tour de Pékin (2011) 3e de l'Eneco Tour (2011) |
| Johan Vansummeren      | 1981      | Belgique        | 2010      | 2014      | Paris-Roubaix (2011) |
| Tom Danielson          | 1978      | États-Unis      | 2008      | 2015      | 3e du Tour de Californie (2012) |
| Ryder Hesjedal         | 1980      | Canada          | 2008      | 2015      | Tour d'Italie (2012) 2 étapes du Tour d'Espagne (2009, 2014) 3e du GP de Montréal (2010, 2013) 2e de l'Amstel Gold Race (2010) |
| Dan Martin             | 1986      | Irlande         | 2008      | 2015      | Tour de Pologne (2010) Tour de Catalogne (2013) Liège-Bastogne-Liège (2013) Tour de Lombardie (2014) 2 étapes du Tour de Pologne (2010, 2011) 1 étape du Tour d'Espagne (2011) 1 étape du Tour de Catalogne (2013) 1 étape du Tour de France (2013) 1 étape du Tour de Pékin (2014) 2e du Tour de Pékin (2013, 2014) 2e du Tour de Catalogne (2009, 2011) 2e du Tour de Pologne (2011) 2e du Tour de Lombardie (2011) 2e de la Flèche wallonne (2014) |
| Ramūnas Navardauskas   | 1988      | Lituanie        | 2011      | 2016      | 1 étape du Tour de Romandie (2013) 1 étape du Tour d'Italie (2013) 1 étape du Tour de France (2014) 3e du GP de Québec (2014) 3e de la Bretagne Classic (2015) |
| Andrew Talansky        | 1988      | États-Unis      | 2011      | 2017      | Critérium du Dauphiné (2014) 1 étape de Paris-Nice (2013) 1 étape du Tour de Californie (2017) 2e du Tour de Romandie (2012) 2e de Paris-Nice (2012) 3e du Tour de Californie (2017) |
| Tom-Jelte Slagter      | 1989      | Pays-Bas        | 2014      | 2017      | 2 étapes de Paris-Nice (2x 2014) 3e du GP de Montréal (2017) |
| Davide Formolo         | 1992      | Italie          | 2015      | 2017      | 1 étape du Tour d'Italie (2015) |
| Davide Villella        | 1991      | Italie          | 2015      | 2017      | Meilleur grimpeur du Tour d'Espagne (2017) |
| Pierre Rolland         | 1986      | France          | 2016      | 2018      | 1 étape du Tour d'Italie (2017) |
| Daniel McLay           | 1992      | Grande-Bretagne | 2018      | 2019      | 1 étape du Tour du Guangxi (2019) |
| Simon Clarke           | 1986      | Australie       | 2016      | 2020      | 1 étape du Tour d'Espagne (2018) 2e de l'Amstel Gold Race (2019) |
| Michael Woods          | 1986      | Canada          | 2016      | 2020      | 2 étapes du Tour d'Espagne (2018, 2020) 1 étape de Tirreno-Adriatico (2020) 2e de Liège-Bastogne-Liège (2018) 3e de la Flèche wallonne (2020) |
| Sep Vanmarcke          | 1988      | Belgique        | 2017      | 2020      | Bretagne Classic (2019) 3e du Circuit Het Nieuwsblad (2017, 2018) 3e d'À travers les Flandres (2018) |
| Daniel Felipe Martínez | 1996      | Colombie        | 2018      | 2020      | Critérium du Dauphiné (2020) 1 étape de Paris-Nice (2019) 1 étape du Tour de France (2020) 2e du Tour du Guangxi (2019) 3e du Tour de Californie (2018) |
| Sergio Higuita         | 1997      | Colombie        | 2019      | 2021      | 1 étape du Tour d'Espagne (2019) 2e du Tour de Californie (2019) 3e de Paris-Nice (2020) |
| Tejay van Garderen     | 1988      | États-Unis      | 2019      | 2021      | 2e du Critérium du Dauphiné (2019) |
| Sebastian Langeveld    | 1985      | Pays-Bas        | 2014      | 2022      | 3e de Paris-Roubaix (2017) |
| Ruben Guerreiro        | 1994      | Portugal        | 2020      | 2022      | Meilleur grimpeur du Tour d'Italie (2020) 1 étape du Tour d'Italie (2020) |
| Jonathan Caicedo       | 1993      | Equateur        | 2019      | 2023      | 1 étape du Tour d'Italie (2020) |
| Julius van den Berg    | 1996      | Pays-Bas        | 2019      | 2023      | 1 étape du Tour de Pologne (2021) |
| Magnus Cort Nielsen    | 1993      | Danemark        | 2020      | 2023      | 4 étapes du Tour d'Espagne (2020, 3x 2021) 1 étape de Paris-Nice (2021) 1 étape du Tour de France (2022) 1 étape du Tour d'Italie (2023) |
| Rigoberto Urán         | 1987      | Colombie        | 2016      | 2024      | 1 étape du Tour de France (2017) 1 étape du Tour de Suisse (2021) 1 étape du Tour d'Espagne (2022) 2e du Tour de France (2017) 2e du Tour de Suisse (2021) 3e du Tour de Lombardie (2016) |
| Alberto Bettiol        | 1993      | Italie          | 2015 2019 | 2017 2024 | Tour des Flandres (2019) 1 étape du Tour d'Italie (2021) 1 étape du Tour Down Under (2023) 2e de la Bretagne Classic (2016) 3e du Tour de Pologne (2016) |
| Stefan Bissegger       | 1998      | Suisse          | 2021      | 2024      | Champion d'Europe de contre-la-montre (2022) 1 étape de Paris-Nice (2021) 1 étape du Tour de Suisse (2021) 1 étape du Benelux Tour (2021) 1 étape du Tour des Émirats arabes unis (2022) |
| Hugh Carthy            | 1994      | Grande-Bretagne | 2017      |           | 1 étape du Tour de Suisse (2019) 1 étape du Tour d'Espagne (2020) 3e du Tour d'Espagne (2020) 3e du Tour du Guangxi (2023) |
| Neilson Powless        | 1996      | États-Unis      | 2020      |           | Classique de Saint-Sébastien (2021) À travers les Flandres (2025) 3e d'À travers les Flandres (2023) |
| Ben Healy              | 2000      | Irlande         | 2022      |           | 1 étape du Tour d'Italie (2023) 1 étape du Tour du Pays basque (2025) 2e de l'Amstel Gold Race (2023) 3e de Liège-Bastogne-Liège (2025) |
| Marijn van den Berg    | 1999      | Pays-Bas        | 2022      |           | 1 étape du Tour de Pologne (2023) 1 étape du Tour de Catalogne (2024) |
| Georg Steinhauser      | 2001      | Allemagne       | 2022      |           | 1 étape du Tour d'Italie (2024) |
| Richard Carapaz        | 1993      | Équateur        | 2023      |           | 1 étape du Tour de Romandie (2024) 1 étape du Tour de France (2024) 4e du Tour d'Espagne (2024) |
| Madis Mihkels          | 2003      | Estonie         | 2025      |           | 3e de la Classic Bruges-La Panne (2025) |

## EF Education-EasyPost en 2025
| Effectif 2025                  | Effectif 2025     | Effectif 2025 | Effectif 2025                                 |
| Cycliste                       | Date de naissance | Pays          | Équipe précédente                             |
| ------------------------------ | ----------------- | ------------- | --------------------------------------------- |
| Vincenzo Albanese              | 12 novembre 1996  | Italie        | Arkéa-B&B Hotels (2024)                       |
| Kasper Asgreen                 | 8 février 1995    | Danemark      | Soudal Quick-Step (2024)                      |
| Samuele Battistella            | 14 novembre 1998  | Italie        | Astana Qazaqstan Team (2024)                  |
| Alex Baudin                    | 25 mai 2001       | France        | Decathlon-AG2R La Mondiale (2024)             |
| Markel Beloki                  | 27 juillet 2005   | Espagne       | MMR Cycling Academy (2023)                    |
| Richard Carapaz                | 29 mai 1993       | Équateur      | Ineos Grenadiers (2022)                       |
| Hugh Carthy                    | 9 juillet 1994    | Royaume-Uni   | Caja Rural-Seguros RGA (2016)                 |
| Owain Doull                    | 2 mai 1993        | Royaume-Uni   | Ineos Grenadiers (2021)                       |
| Ben Healy                      | 11 septembre 2000 | Irlande       | Trinity Racing (2021)                         |
| Mikkel Honoré                  | 21 janvier 1997   | Danemark      | Quick-Step Alpha Vinyl (2022)                 |
| Lukas Nerurkar                 | 14 novembre 2003  | Royaume-Uni   | Trinity Racing (2023)                         |
| Neilson Powless                | 3 septembre 1996  | États-Unis    | Team Jumbo-Visma (2019)                       |
| Sean Quinn                     | 10 mai 2000       | États-Unis    | Hagens Berman Axeon (2021)                    |
| Darren Rafferty                | 1 juillet 2003    | Irlande       | Hagens Berman Axeon (2023)                    |
| Jack Rootkin-Gray              | 5 novembre 2002   | Royaume-Uni   | Saint Piran (2023)                            |
| Archie Ryan                    | 16 novembre 2001  | Irlande       | Jumbo-Visma Development Team (2023)           |
| Georg Steinhauser              | 21 octobre 2001   | Allemagne     | Tirol KTM Cycling Team (2021)                 |
| Harry Sweeny                   | 9 juillet 1998    | Australie     | Lotto Dstny (2023)                            |
| Yuhi Todome                    | 18 juin 2002      | Japon         | EF Education-Nippo Development (2023)         |
| Marijn van den Berg            | 19 juillet 1999   | Pays-Bas      | Équipe continentale Groupama-FDJ (2021)       |
| Jardi van der Lee              | 6 août 2001       | Pays-Bas      | Willebrord Wil Vooruit (2023)                 |
| Max Walker                     | 12 juillet 2001   | Royaume-Uni   | Astana Qazaqstan Development Team (2024)      |
| Alexander Cepeda               | 16 juin 1998      | Équateur      | Drone Hopper-Androni Giocattoli (2022)        |
| Esteban Chaves                 | 17 janvier 1990   | Colombie      | Team BikeExchange (2021)                      |
| Rui Costa                      | 5 octobre 1986    | Portugal      | Intermarché-Circus-Wanty (2023)               |
| Alastair Mackellar             | 20 janvier 2002   | Australie     | Team Jayco AlUla (2024)                       |
| Madis Mihkels                  | 31 mai 2003       | Estonie       | Intermarché-Wanty (2024)                      |
| James Shaw                     | 13 juin 1996      | Royaume-Uni   | Ribble Weldtite Pro Cycling (2021)            |
| Michael Valgren                | 7 février 1992    | Danemark      | EF Education-Nippo Development (2023)         |
| Colby Simmons (1 avr.–31 déc.) | 16 octobre 2003   | États-Unis    | Team Visma \| Lease a Bike Development (2024) |
|                                |                   |               |                                               |
| Source : ProCyclingStats       |                   |               |                                               |

Victoires
| Victoires | Victoires                                   | Victoires | Victoires | Victoires           | Victoires |
| Date      | Course                                      | Pays      | Classe    | Vainqueur           |           |
| --------- | ------------------------------------------- | --------- | --------- | ------------------- | --------- |
| 30 janv.  | Trofeo Ses Salinas                          | Espagne   | 1.1       | Marijn van den Berg |           |
| 2 avr.    | À travers les Flandres                      | Belgique  | 1.UWT     | Neilson Powless     |           |
| 11 avr.   | 5e étape du Tour du Pays basque             | Espagne   | 2.UWT     | Ben Healy           |           |
| 21 mai    | 11e étape du Tour d'Italie                  | Italie    | 2.UWT     | Richard Carapaz     |           |
| 24 mai    | 14e étape du Tour d'Italie                  | Italie    | 2.UWT     | Kasper Asgreen      |           |
| 13 juin   | Grand Prix du canton d'Argovie              | Suisse    | 1.1       | Neilson Powless     |           |
| 16 juin   | 2e étape du Tour de Suisse                  | Suisse    | 2.UWT     | Vincenzo Albanese   |           |
| 19 juin   | 2e étape de La Route d'Occitanie            | France    | 2.1       | Marijn van den Berg |           |
| 10 juill. | 6e étape du Tour de France                  | France    | 2.UWT     | Ben Healy           |           |
| 29 sept.  | Championnat d'Estonie de cyclisme sur route | Estonie   | CN        | Madis Mihkels       |           |

## Saisons précédentes
| - Garmin-Slipstream en 2009 - Garmin-Transitions en 2010 - Garmin-Cervélo en 2011 - Garmin-Sharp en 2012 - Garmin-Sharp en 2013 - Garmin-Sharp en 2014 - Cannondale-Garmin en 2015 - Cannondale-Drapac en 2016 | - Cannondale-Drapac en 2017 - EF Education First-Drapac en 2018 - EF Education First en 2019 - EF Pro Cycling en 2020 - EF Education-Nippo en 2021 - EF Education-EasyPost en 2022 - EF Education-EasyPost en 2023 - EF Education-EasyPost en 2024 |